# Japan makak
Japanmakak eller japansk sneabe (Macaca (Lyssodes) fuscata) er en abe oprindeligt udbredt i skov- og bjergområder i Japan.